# Alice Rels
Alice Rels (1901 - 16 januari 1990) ook gekend als Alice Itterbeek (de naam van haar man) was een lid van het Belgisch verzet in de Tweede Wereldoorlog.

## Biografie
In 1941 werden Rels, haar man Félicien en zoon Raymond lid van het verzet. Rels was betrokken bij de komeetlijn, een ontsnappingsroute waarlangs neergeschoten geallieerde piloten naar het neutrale Spanje werden gesmokkeld. Tevens was ze lid van dienst 22 van het Geheim Leger.
Rels werd in mei 1944 gearresteerd en veroordeeld tot 5 jaar dwangarbeid. Ze werd gedeporteerd naar het concentratiekamp van Ravensbrück. Toen het Sovjet-Unie sovjetleger naderde, werd ze naar het kamp van Oranienburg gestuurd en vervolgens gedwongen tot een dodenmars gedurende 15 dagen, à rato van 44 km per dag, tot de Sovjets haar bevrijdden.
In 2008 werd ter harer ere een gedenkplaat onthuld aan de Prekelindelaan in Sint-Lambrechts-Woluwe.

## Decoraties
- King's Medal for Courage in the Cause of Freedom
- Medal of Freedom
- Medaille van het Huldecomité van de Joden van België
- Oorlogskruis
- Kruis van politiek gevangene.